# 安蒂科納山 (阿帕塔區)
11°43′15″S 75°12′54″W / 11.72083°S 75.21500°W
安蒂科納山（Antikuna），是秘魯的山峰，位於該國中部胡寧大區，由豪哈省的阿帕塔區負責管轄，屬於安地斯山脈的一部分，海拔高度4,800米。